# Achille in Sciro
Achille in Sciro ist ein Opern-Libretto, ein Dramma per musica in drei Akten von Pietro Metastasio. Es wurde von zahlreichen Komponisten vertont. Die erste Vertonung durch Antonio Caldara wurde am 13. Februar 1736 zur Hochzeit Maria Theresias mit Franz von Lothringen in Wien uraufgeführt.
Eine deutsche Übersetzung des Librettos von Johann Anton Koch erschien 1772 unter dem Namen Achilles in Scyro im vierten Band seiner unvollendet gebliebenen Gesamtausgabe Des Herrn Abt Peter Metastasio Kayserl. Königl. Hofpoetens Dramatische Gedichte.

## Handlung
Das Libretto handelt von der Jugend des griechischen Helden Achille. Ihm wurde prophezeit, dass er im Trojanischen Krieg fallen werde. Um dies zu verhindern, schickte ihn seine Mutter, die Meeresnymphe Thetis, als Frau verkleidet zusammen mit seinem Freund Nearco an den Hof von König Licomede auf die Insel Sciro. Dort verliebte er sich in die Prinzessin Deidamia. Erst durch eine List des hier Ulisse genannten Odysseus kann er im Verlauf der Oper dazu gebracht werden, in den Krieg zu ziehen.

„Es ist durch das Gerücht schon hinlänglich bekannt, wie alle Fürsten von Griechenland ihre Kräfte zusammen vereinigten, um das durch die Entführung der Helena erlittene Unrecht, mit der Zerstörung von Troja zu rächen. Während daß sich diese furchtbare Armee versammlete, breitete sich unter den vereinigten Haufen die Weissagung aus: daß sie niemals die feindliche Stadt erobern würden, wenn sie nicht den jungen Achilles, einen Sohn der Thetis, und des Peläus bey sich führten: und diese erhielt nach und nach so viele Gewalt über die Gemüther der abergläubischen Kriegsleute, daß sie zur Schande ihrer Anführer ohne den Achilles nicht abreisen zu können, vorgaben. Thethis, welche dieses erfuhr, und um das Leben ihres Sohnes besorgt war, wenn er die Waffen führen sollte, beschloß, ihn den Nachstellungen der Griechen zu entziehen. Sie begab sich deshalb nach Thessalien, woselbst Achilles unter der Aufsicht des alten Chirons erzogen wurde, nahm ihn mit sich, und verbarg ihn sorgfältig in Frauenskleidern, übergab ihn einem ihrer Vertrauten, befahl ihm, daß er ihn sollte nach der Insel Scirus, den königlichen Sitz des Licomedes, führen, und daß er ihn daselbst unter dem Namen der Pirrha, als seine eigene Tochter genau bewachen sollte. Dieser vorsichtige Diener vollführte ihren Befehl auf das genaueste; er gieng mit einem so grossen Pfand nach Scirus, er veränderte, um desto weniger erkannt zu werden, seinen wahren Namen in Nearchus, und wuste es so glücklich an diesem Hofe dahin zu bringen, daß sie beyde in kurzem ansehnliche Ehrenstellen erhielten, er unter den königlichen Ministern, und die vorgegebene Pirrha, unter den Hof-Damen der Prinzeßinn Deidamia, der Tochter des Licomedes. Unter Begünstigung der falschen Kleider, konnte Achilles ganz in der Nähe die unzähligen Reize der schönen Deidamia bewundern; er wurde dadurch verliebt gemacht; er konnte es ihr nicht länger verbergen, fand Gelegenheit mit ihr davon zu sprechen, und beyde wurden von einer heftigen gegenseitigen Liebe entzündet. Der wachsame Nearchus wurde dieses mit der Zeit gewahr, und, anstatt sich ihrer wachsenden Liebe zu widersetzen, wendete er vielmehr alle Kunst an, sie zu unterhalten, da er sich an der verliebten Prinzeßinn einen Schutz versprach, die Ungeduld des Achilles im Zaum zu halten; welcher, da er die hitzigen Anfälle seines kriegerischen Gemüths nicht unterdrücken konnte, über die weichlichen weibischen Zierrathen, als über unerträgliche Fesseln, zürnete: und bey dem Blitzen eines Degens, bey dem Schall einer Trompete, oder wenn er nur blos davon reden hörte, ganz ausser sich selbst war, und befürchten ließ, er möchte sich verrathen. Und er würde es auch gethan haben, wenn nicht die aufmerksame Deidamia, welche in Furcht stand, ihn zu verlieren, es so weit gebracht hätte, daß er sich mäßigte. Inzwischen kostete ihr diese Sorgfalt viele Mühe, da es in der Griechischen Armee bekannt war, wo, und in welcher Kleidung Achilles sich verbarg, oder wenigstens zweifelhaft schien. Es wurde dahero unter ihnen beschlossen, einen klugen Gesandten an den Licomedes zu senden, welcher, unter dem Vorwand, um Schiffe und Soldaten zur Belagerung von Troja zu bitten, sich Mühe geben sollte, gewiß zu erfahren, ob Achilles da sey, und ihn, durch was vor ein Mittel es auch geschehen könne, mit sich zu bringen. Ulysses, als der geschickteste unter allen andern, wurde bestimmt, dieses mißliche Geschäfte auszuführen. Er reißte ab, und landete eben an dem Tage, da man in Scirus die feyerlichen Feste des Bacchus begieng, an der dasigen Küste an. Das Glück bot ihm bey seiner Ankunft alsobald hinreichende Anzeige dar, seine Untersuchungen in Gang zu bringen. Er machte sich dieselben auch zu nutze. Da er argwohnete, daß Achilles in der Pirrha verborgen sey, so sann er auf Mittel, sich davon gewiß zu versichern; er verschafte sich die Gelegenheit, mit ihr, ohnerachtet der gefährlichen Bewachung des Nearchus und der Deidamia, zu sprechen; er bediente sich alsdenn aller seiner künstlichen Beredsamkeit, und überredete ihn, mit zu reisen. Die Prinzeßinn, welche hiervon Nachricht erhalten, eilte, es zu verhindern, und fand den Achilles in der grausamsten Ungewißheit, ob er ihr, oder dem Ulysses folgen sollte. Der eine wendete die allerstärksten Bewegungsgründe der Ehre an, um ihn mit sich zu nehmen, die andere bediente sich der kräftigsten Zärtlichkeiten der Liebe, um ihn da zu behalten, und Achilles, der von zwey so gewaltsamen Leidenschaften zu gleicher Zeit bestürmet wurde, war unentschlossen und voller Zweifel in diesem quälenden Streit. Der weise König aber legte ihn bey. Er hatte alles unter währender Unruhe erfahren; überließ den verlangten Held dem Bitten des Ulysses, und gab dem Achilles die königliche Prinzeßinn, indem er ihnen zugleich Vorschriften gab, wie sie durch eine kluge Abwechselung die zärtlichen Liebessorgen, und die kriegerischen Arbeiten unter sich theilen sollten, und auf diese Art vereinigte er in seinem niedergeschlagenen Gemüthe sowohl die Ehre, als die Liebe.
Man findet diese Geschichte in fast allen sowohl alten, als neuen Poeten, da sie aber in Absicht der Umstände nicht übereinkommen, so haben wir, ohne uns weder an den einen, noch den anderen zu halten, von einem jedweden dasjenige herausgenommen, was zu Einrichtung unsers Schauspiels das dienlichste ist.
Der Schauplatz ist in der Residenz des Königs Licomedes, auf der Insel Scirus.“

Die folgende Inhaltsangabe basiert auf dem Libretto der 1736 erschienenen Vertonung von Antonio Caldara.

### Erster Akt
Auf dem Platz vor dem Bacchus-Tempel an der Küste der Insel Sciro feiern die Bacchantinnen ein Fest ihres Gottes. Unter ihnen befinden sich auch Deidamia und Pirra, der verkleidete Achille. Der Ritus wird von Trompetenklang unterbrochen, und alle schauen in Richtung Meer. Zwei Schiffe sind zu sehen. Auf den Schiffen befinden sich Soldaten. Nearco erkennt jedoch am Schiffsschmuck, dass sie freundliche Absichten haben. Achille würde die Schiffe gerne noch länger beobachten, aber Nearco rät ihm davon ab. Es könne auffallen, wenn er noch länger unbegleitet in Frauenkleidern hier bleibe. Außerdem werde in der Zwischenzeit Deidamia mit Teagene, dem Prinzen von Chalcis zusammentreffen, und König Licomedes wolle die beiden noch heute einander versprechen.
Nachdem Achille gegangen ist, macht sich Nearco Gedanken, wie er Achilles Identität weiterhin verbergen kann. Sobald er Kampfeslärm oder Trompeten hört, ist er nicht mehr zurückzuhalten. Außerdem weiß er noch nichts von der Prophezeiung, dass er für den Sieg gegen Troja unabdingbar ist und daher von ganz Griechenland gesucht wird. Die mit den Schiffen angekommenen Gäste Ulisse und Arcade kommen nun ans Ufer und werden von Nearco begrüßt. Er macht sich auf, sie dem König zu melden. Ulisse hat Nearco jedoch erkannt, da er ihm am Hof von Achilles Vater Peleus begegnet war. Er vermutet daher, auch Achille hier finden zu können.
In den Gemächern Deidamias bittet König Licomede sie, in den Garten zu gehen, um dort ihren zukünftigen Gemahl Teagene zu begrüßen. Er selbst werde von den griechischen Gesandten erwartet. Nachdem er gegangen ist, kommt Achille und macht ihr Vorwürfe wegen ihrer Verlobung mit Teagene. Sie versichert ihm jedoch, keinerlei Gefühle für diesen zu hegen. Sie will alles tun, um bei Achille bleiben zu können. In der Zwischenzeit solle er jedoch mehr auf seine Tarnung achten, um nicht erkannt zu werden. Er verspricht ihr, vorsichtig zu sein. Da erscheint Ulisse. Pirra (Achille) ist zornig über sein unbefugtes Eintreten ins Frauengemach. Ulisse wird sofort misstrauisch und verlangt zu wissen, wer sie ist. Deidamia nennt ihm den Namen Pirra. Ulisse entschuldigt sich damit, sich im Zimmer geirrt zu haben. Er wolle zum König, um ihn um Schiffe und Krieger für den bevorstehenden Krieg zu bitten.
Ulisse ist die Ähnlichkeit Pirras mit Peleus aufgefallen. Auch seine Sprache und seine Blicke haben ihn verdächtig gemacht. Noch ist er sich aber nicht ganz sicher, dass es Achille ist. Arcade berichtet ihm, dass Nearco vor einem Jahr gemeinsam mit Pirra angekommen sei. Diese sei eine Freundin der Prinzessin Deidamia.
Im Palastgarten erwartet Deidamia Teagene. Achille versteckt sich dort, um das Gespräch zu beobachten. Licomede kommt und stellt ihr Teagene als zukünftigen Ehemann vor. Als Teagene ihr Komplimente macht, kann sich Achille nicht mehr zurückhalten und kommt aus seinem Versteck. Scherzhaft stellt ihn Licomede Teagene als seinen Rivalen vor, weil Pirra Deidamias ständige Begleiterin sei. Deidamia bittet Teagene, nicht von Liebe mit ihr zu sprechen, da sie daran nicht interessiert sei. Sie entfernt sich. Teagene ist verwirrt über diesen Empfang. Als er versucht, Deidamia zu folgen, wird er von Achille aufgehalten.

### Zweiter Akt
In einer mit Herkules-Skulpturen ausgestatteten Loggia berichtet Arcade Ulisse, dass alle Vorbereitungen für seinen Plan getroffen wurden. Ihre Leute sollen einen Kampf simulieren, um Achille aus der Reserve zu locken. Ulisse weiß, dass dieser Waffenlärm nicht widerstehen kann. Sie sehen Pirra kommen und beschließen, ihr Verhalten zu beobachten. Während Arcade sich versteckt, tut Ulisse so, als wäre er völlig versunken in der Betrachtung der Statuen. Dabei vergleicht er Herkules auf verschiedene Weise mit Achille, während Arcade Pirras Reaktion beobachtet. Bevor es zu einer Entscheidung kommt, erscheint allerdings der König und holt sie zum Essen. Am nächsten Morgen möchte er ihnen die bereitgestellten Schiffe und Krieger vorführen.
Licomede bittet Achille, Deidamia von den Vorzügen Teagenes zu überzeugen.
Achille erzählt Nearco, wie sehr er sich inzwischen durch die Frauenkleidung erniedrigt fühlt. Nearco ist besorgt wegen Deidamia, die sofort unruhig wird, wenn Achille sie nur einen Moment allein lässt. Sie beschließen, zu ihr zu gehen. Nearco wundert sich über Achille. Bei Waffenlärm ist er kaum zu bändigen, aber sobald er an Deidamia denkt, beruhigt er sich sofort.
In einem großen Saal sitzen alle am gedeckten Tisch. Teagene fällt die Vertrautheit zwischen Deidamia und Pirra auf. Ulisse spricht vom bevorstehenden Kampf, an dem ganz Europa teilnehmen wird. Arcade beobachtet dabei Pirras Reaktionen. Pirra (Achille) ist tatsächlich aufgewühlt aufgestanden. Aber dann bittet Licomede sie um einen Vortrag auf der Leier.
Achilles Lied wird unterbrochen, als einige Leute aus Ulisses Gefolge Gastgeschenke aus Ithaka bringen. Darunter befindet sich auch eine prächtige Rüstung, die von Achille besonders bewundert wird. Deidamia kann ihn gerade noch rechtzeitig zur Vernunft bringen. Da ertönt von draußen Waffengeklirr. Der von Ulisse und Arcade vorgetäuschte Kampf zwischen ihren Leuten und den königlichen Wachen bringt Achille dazu, die Leier wegzuwerfen, die Rüstung zu ergreifen und sein Schwert zu ziehen. Nachdem er so enttarnt wurde, erzählt Ulisse ihm vom Auftrag der Griechen. Achille ist hin- und hergerissen zwischen seiner Kampfeslust und seiner Liebe zu Deidamia, die er nicht zurücklassen möchte. Schließlich zerreißt er seine Kleider und folgt Ulisse. Deidamia ist verzweifelt und bittet Nearco, Achille aufzuhalten. Dann wird sie von Teagene angesprochen, der wissen möchte, was mit ihr los ist. Sie kann es ihm aber noch nicht sagen. Teagene bezweifelt, dass sie wirklich bereit ist, ihn zu heiraten.

### Dritter Akt
Ulisse und Achille bereiten sich auf die Abreise vor. Arcade kommt und drängt zur Eile. Ulisse teilt er heimlich mit, dass Deidamia auf dem Weg zu ihnen ist. Achille jedoch sagt er, er fürchte, der König könne versuchen, ihre Abreise zu verhindern. Da kommt Deidamia und macht Achille Vorwürfe. Achille erklärt ihr, dass sich seine Gefühle für sie nicht geändert haben, aber er müsse seiner Pflicht folgen. Ulisse drängt ihn, sich zu entscheiden und wirft ihm Feigheit vor. Deidamia fällt ihn Ohnmacht. Achille eilt zu ihr. Ulisse und Arcade verlassen ihn.
Nachdem Deidamia aufgewacht ist, bemerkt Achille, dass Ulisse fort ist. Nearco kommt und berichtet, dass er auf dem Weg zum König sei, um ihm Pirras wahre Identität zu offenbaren. Auch Teagene habe inzwischen die Wahrheit herausgefunden und befinde sich schon beim König. Achille macht sich ebenfalls auf dem Weg dorthin. Nearco weiß jetzt, dass sein Auftrag fehlgeschlagen ist und überlegt sich, wie er Thetis dies mitteilen kann.
Achille findet Teagene beim König. Dieser erklärt sich freiwillig bereit, auf Deidamia zu verzichten und bittet Licomede, sie mit Achille zu vermählen. Licomede ist froh, in dem berühmten Achille einen so tapferen Schwiegersohn gefunden zu haben. Nun kommen auch Ulisse und Deidamia. Licomede teilt ihr seine Entscheidung mit. Achille soll mit Ulisse in den Krieg ziehen und nach seiner Rückkehr Deidamia heiraten.
Zum Ende der Oper steigen die allegorischen Figuren Ruhm, Liebe und Zeit in einer Wolke vom Himmel herab und besingen mit ihrem Gefolge ein Loblied auf das glückliche Paar. In einer Analogie wird auch dem Brautpaar Maria Theresia und Franz von Lothringen gehuldigt, deren Hochzeit der Anlass des Werkes war.

## Geschichte
Metastasio verwendete mehrere Vorlagen für sein Libretto. Dazu gehören das dritte Buch der Bibliotheke des Apollodor, das neunte Buch der Mythologiae, sive explicationis fabularum libri decem von Natale Conti, Nr. 96 der Fabulae von Hyginus und das erste Buch der Achilleis von Publius Papinius Statius. Außerdem hat die Handlung starke Ähnlichkeiten mit dem 1664 entstandenen Libretto L’Achille in Sciro von Ippolito Bentivoglio, das 1663 von Giovanni Legrenzi vertont worden war. Das lässt vermuten, dass Metastasio unter Zeitdruck stand und dass letzteres als direkte Vorlage nutzte.
Das Werk trägt den Untertitel „dramma immaginato“. Dieser dürfte gewählt worden sein, weil die Handlung keinen echten dramatischen Konflikt hat, der Held durchgängig in Frauenkleidern auftritt und einige übernatürliche Ereignisse stattfinden. Deshalb und wegen des festlichen Anlasses, dem aufwändigen von Antonio und Giuseppe Galli-Bibiena erstellten Bühnenbild und der Verwendung des Chores kann es formal auch als Serenata bzw. festa teatrale bezeichnet werden.
Der Text war nur wenig populär. Dennoch gab es bis ins 19. Jahrhundert hinein viele weitere Fassungen und Aufführungen. 1737 wurde mit Domenico Sarros Vertonung das Teatro San Carlo in Neapel eingeweiht, wo später auch einige andere Fassungen uraufgeführt wurden. Jommellis Version für Wien aus dem Jahr 1749 wurde von Metastasio besonderes gelobt. Die letzte bekannte Vertonung stammt von Pietro Antonio Coppola aus dem Jahr 1825. Sie wurde noch 1832 in Neapel aufgeführt.
Eine anonyme deutschsprachige Bearbeitung als Schauspiel erschien 1761 in Nürnberg unter dem Namen Achilles in der Insul Scyrus.
Dieses Libretto spielt eine bedeutende Rolle in zwei Romanen, in denen jeweils ein Komponist eine Oper komponiert, deren Titelpartie von seinem Schüler bzw. seiner Schülerin in Rom aufgeführt wird. Im 1795 erschienenen dreibändigen Roman Hildegard von Hohenthal von Wilhelm Heinse handelt es sich dabei um eine junge Sängerin, die als Mann verkleidet nach Rom kommt und dort als vermeintlicher Kastrat große Erfolge erzielt. In Cry to Heaven von 1982 (deutsch: Falsetto, 1998) von Anne Rice ist es ein junger Kastraten-Sänger, der damit seine Karriere beginnt.

## Vertonungen
Folgende Komponisten legten dieses Libretto einer meist gleichnamigen Oper zugrunde:
| Komponist                                | Uraufführung                                           | Aufführungsort   | Anmerkungen                                                                                     |  |
| ---------------------------------------- | ------------------------------------------------------ | ---------------- | ----------------------------------------------------------------------------------------------- |  |
| Antonio Caldara                          | 13. Februar 1736, Theater am Kärntnertor               | Wien             | zur Hochzeit Maria Theresias mit Franz von Lothringen                                           |  |
| Domenico Sarro                           | 4. November 1737, Teatro San Carlo                     | Neapel           | zur Eröffnung des Opernhauses am Namenstag des Königs Karl VII. von Neapel.                     |  |
| Giuseppe Arena                           | 7. Januar 1738, Teatro delle Dame                      | Rom              |                                                                                                 |  |
| Pietro Chiarini                          | 10. Januar 1739, Teatro Sant’Angelo                    | Venedig          |                                                                                                 |  |
| Leonardo Leo                             | Karneval 1740, Teatro Regio                            | Turin            |                                                                                                 |  |
| Franz Joseph Leonti Meyer von Schauensee | 1743, Teatro Viceregio                                 | Cagliari         | als Il trionfo della gloria                                                                     |  |
| Francesco Corselli                       | 8. Dezember 1744, Real Teatro del Buen Retiro          | Madrid           | zur Verlobung der Infantin Maria Teresa Antonia mit dem Dauphin Louis Ferdinand von Frankreich  |  |
| Gennaro Manna                            | 20. Januar 1745, Teatro San Carlo                      | Neapel           |                                                                                                 |  |
| Giovanni Verocai                         | Sommermesse 1746, Hoftheater                           | Braunschweig     |                                                                                                 |  |
| Giovanni Battista Runcher                | 5. Oktober 1747, Teatro San Samuele                    | Venedig          |                                                                                                 |  |
| Niccolò Jommelli                         | 30. August 1749, Burgtheater                           | Wien             | erste Fassung                                                                                   |  |
| anonym                                   | Karneval 1751, Teatro di Corte                         | Modena           |                                                                                                 |  |
| Gregorio Sciroli                         | 1751                                                   | Neapel           | Aufführungsort zweifelhaft                                                                      |  |
| Antonio Maria Mazzoni                    | 1754, Teatro Ducale                                    | Piacenza         |                                                                                                 |  |
| Giuseppe Sarti                           | 1759, Det Kongelige Teater                             | Kopenhagen       | erste Fassung                                                                                   |  |
| Johann Adolph Hasse                      | 4. November 1759, Teatro San Carlo                     | Neapel           |                                                                                                 |  |
| Ferdinando Bertoni                       | Karneval 1764, Teatro San Cassiano                     | Venedig          |                                                                                                 |  |
| Carlo Monza                              | 4. Februar 1764, Teatro Regio Ducale                   | Mailand          |                                                                                                 |  |
| Johann Friedrich Agricola                | 16. September 1765, Königliche Hofoper                 | Berlin           | zur Vermählung des „Prinzen von Preußen“ mit Prinzessin Elisabeth von Braunschweig              |  |
| Florian Leopold Gassmann                 | Himmelfahrtsmesse 1766, Teatro San Giovanni Crisostomo | Venedig          |                                                                                                 |  |
| Johann Gottlieb Naumann                  | 5. September 1767, Teatro di Santa Cecilia             | Palermo          |                                                                                                 |  |
| Niccolò Jommelli                         | 26. Januar 1771, Teatro delle Dame                     | Rom              | zweite Fassung                                                                                  |  |
| Antonio Amicone                          | 13. August 1772, Teatro San Carlo                      | Neapel           |                                                                                                 |  |
| Pietro Pompeo Sales                      | 10. Januar 1774, Cuvilliéstheater                      | München          |                                                                                                 |  |
| Pasquale Anfossi                         | 4. Februar 1774, Teatro Argentina                      | Rom              |                                                                                                 |  |
| Giovanni Paisiello                       | 26. Januar oder 6. Februar 1778, Hoftheater            | Sankt Petersburg |                                                                                                 |  |
| Giuseppe Sarti                           | 25. Oktober 1779, Teatro della Pergola                 | Florenz          | zweite Fassung                                                                                  |  |
| Giuseppe Gazzaniga                       | Herbst 1780, Teatro di Santa Cecilia                   | Palermo          | weitere Aufführung im Herbst 1781                                                               |  |
| Gaetano Pugnani                          | 15. Januar 1785, Teatro Regio                          | Turin            | Libretto revidiert von Vittorio Amedeo Cigna-Santi; auch 1795 im Theater am Kärntnertor in Wien |  |
| Marcello Bernardini                      | 21. November 1794, Teatro La Fenice                    | Venedig          |                                                                                                 |  |
| Pietro Antonio Coppola                   | 1825, Teatro del Fondo                                 | Neapel           | auch 1828 und Winter 1830 im Teatro Comunale in Catania                                         |  |

## Aufnahmen und Aufführungen in neuerer Zeit
- Domenico Sarro:
  - 2007: Aufführung beim Festival della Valle d’Itria mit dem Orchestra Internazionale d’Italia und dem Bratislava Chamber Choir unter der Leitung von Federico Maria Sardelli. Die Sänger waren Gabriella Martellacci (Achilles), Marcello Nardis (Lycomedes), Massimiliano Arizzi (Teagene), Maria Laura Martorana (Deidamia), Francisco Ruben Brito (Ulysses), Eufemia Tufano (Nearco) und Dolores Carlucci (Arcade). Ein Live-Mitschnitt erschien 2008 auf CD.[49][50][10]
- Francesco Corselli
  - 2023: Aufführung im Teatro Real in Madrid und Videoübertragung auf Operavision. Die musikalische Leitung hatte Ivor Bolton. Die Inszenierung stammte von Mariame Clément, Bühnenbild und Kostüme von Julia Hansen, das Lichtdesign von Ulrik Gad und die Choreografie von Mathieu Guilhaumon. Es sangen Mirco Palazzi (Licomede), Gabriel Diaz (Achille/Pirra), Francesca Aspromonte (Deidamia), Tim Mead (Ulises), Sabina Puértolas (Teagene), Juan Sancho (Nearco) und Krystian Adam (Arcade).[51]
- Johann Friedrich Agricola
  - 2024: Aufführungen im Theater Altenburg Gera. Musikalische Leitung: Gerd Amelung, Inszenierung und Choreographie: Laurence Dale, Bühnenbild und Kostüme: Duncan Hayler. Es sangen Jasper Sung (Licomede), Angelo Giordano (Achille), Julia Gromball (Deidamia), Joël Vuik (Ulisse), Maximiliano Danta (Teagene), Leila Grace Hills (Nearco) und Miriam Zubieta (Arcade).[52]
  - Zu der Aufführung des Theaters Altenburg Gera erschien im Label Rondeau in Zusammenarbeit mit dem Deutschlandfunk Kultur eine CD mit Angelo Giordano (Achille), Julia Gromball (Deidamia), Joël Vuik (Ulisse), Nicolas Ziélinski (Teagene) Jasper Sung (Licomede), Leila Grace Hills (Nearco) und Miriam Zubieta (Pallade/Arcade).[53]

## Digitalisate
1. ↑  Johann Anton Koch: Des Herrn Abt Peter Metastasio Kayserl. Königl. Hofpoetens Dramatische Gedichte, aus dem Italiänischen übersetzt. Vierter Band. Krauß, Frankfurt und Leipzig 1772 als Digitalisat beim Münchener Digitalisierungszentrum.
2. 1 2  Libretto (italienisch/deutsch) der Oper von Johann Friedrich Agricola, Berlin 1765 als Digitalisat bei der Staatsbibliothek zu Berlin.
3. ↑  Achilles in der Insul Scyrus. Ein Schauspiel. Verlag Johann Paul Krauß, Nürnberg 1761. Digitalisat bei Google Books.
4. ↑  Partitur der Oper von Domenico Sarro als Digitalisat beim International Music Score Library Project.
5. ↑  Libretto (italienisch) der Oper von Giuseppe Arena, Rom 1738 als Digitalisat im Museo internazionale e biblioteca della musica di Bologna.
6. ↑  Libretto (italienisch)  der Oper von Pietro Chiarini, Venedig 1739. Digitalisat im Corago-Informationssystem der Universität Bologna.
7. ↑  Libretto (italienisch) der Oper von Leonardo Leo, Turin 1740 als Digitalisat beim Münchener Digitalisierungszentrum.
8. ↑  Libretto (italienisch)  der Oper von Giovanni Battista Runcher, Venedig 1747. Digitalisat im Corago-Informationssystem der Universität Bologna.
9. ↑  Libretto (italienisch) der Oper von Johann Adolph Hasse, Neapel 1759 als Digitalisat beim Münchener Digitalisierungszentrum.
10. ↑  Libretto (italienisch) der Oper von Ferdinando Bertoni, Venedig 1764 als Digitalisat im Museo internazionale e biblioteca della musica di Bologna.
11. ↑  Libretto (italienisch)  der Oper von Carlo Monza, Mailand 1764. Digitalisat im Corago-Informationssystem der Universität Bologna.
12. ↑  Libretto (italienisch) der Oper von Florian Leopold Gassmann, Venedig 1766 als Digitalisat im Museo internazionale e biblioteca della musica di Bologna.
13. ↑  Libretto (italienisch) der Oper von Johann Gottlieb Naumann, Palermo 1767 als Digitalisat im Museo internazionale e biblioteca della musica di Bologna.
14. ↑  Libretto (italienisch) der Oper von Niccolò Jommelli, Rom 1771 als Digitalisat beim Münchener Digitalisierungszentrum.
15. ↑  Libretto (italienisch) der Oper von Antonio Amicone, Neapel 1772 als Digitalisat im Museo internazionale e biblioteca della musica di Bologna.
16. ↑  Libretto (italienisch/deutsch) der Oper von Pietro Pompeo Sales, München 1774 als Digitalisat beim Münchener Digitalisierungszentrum.
17. ↑  Libretto (italienisch) der Oper von Giuseppe Sarti, Florenz 1779 als Digitalisat im Internet Archive.
18. ↑  Libretto (italienisch) der Oper von Marcello Bernardini, Venedig 1794 als Digitalisat im Museo internazionale e biblioteca della musica di Bologna.
19. ↑  Libretto (italienisch)  der Oper von Pietro Antonio Coppola, Catania 1830. Digitalisat im Corago-Informationssystem der Universität Bologna.